# Grand Prix Itálie 2023
Grand Prix Itálie 2023 (oficiálně Formula 1 Pirelli Gran Premio d'Italia 2023) se jela na okruhu Autodromo Nazionale Monza v Itálii dne 3. září 2023. Závod byl čtrnáctým v pořadí v sezóně 2023 šampionátu Formule 1.

## Kvalifikace
Kvalifikace se uskutečnila 2. září 2023 v 16:00 místního času (UTC+2).
| Poř.                        | Č. | Jezdec           | Konstruktér                  | Časy v kvalifikaci | Časy v kvalifikaci | Časy v kvalifikaci | Pořadí na startu |
| Poř.                        | Č. | Jezdec           | Konstruktér                  | Q1                 | Q2                 | Q3                 | Pořadí na startu |
| --------------------------- | -- | ---------------- | ---------------------------- | ------------------ | ------------------ | ------------------ | ---------------- |
| 1                           | 55 | Carlos Sainz Jr. | Ferrari                      | 1:21.965           | 1:20.991           | 1:20.294           | 1                |
| 2                           | 1  | Max Verstappen   | Red Bull Racing-Honda RBPT   | 1:21.573           | 1:20.937           | 1:20.307           | 2                |
| 3                           | 16 | Charles Leclerc  | Ferrari                      | 1:21.788           | 1:20.977           | 1:20.361           | 3                |
| 4                           | 63 | George Russell   | Mercedes                     | 1:22.148           | 1:21.382           | 1:20.671           | 4                |
| 5                           | 11 | Sergio Pérez     | Red Bull Racing-Honda RBPT   | 1:21.911           | 1:21.240           | 1:20.688           | 5                |
| 6                           | 23 | Alexander Albon  | Williams-Mercedes            | 1:21.661           | 1:21.272           | 1:20.760           | 6                |
| 7                           | 81 | Oscar Piastri    | McLaren-Mercedes             | 1:22.106           | 1:21.527           | 1:20.785           | 7                |
| 8                           | 44 | Lewis Hamilton   | Mercedes                     | 1:21.977           | 1:21.369           | 1:20.820           | 8                |
| 9                           | 4  | Lando Norris     | McLaren-Mercedes             | 1:21.995           | 1:21.581           | 1:20.979           | 9                |
| 10                          | 14 | Fernando Alonso  | Aston Martin Aramco-Mercedes | 1:22.043           | 1:21.543           | 1:21.417           | 10               |
| 11                          | 22 | Júki Cunoda      | AlphaTauri-Honda RBPT        | 1:21.852           | 1:21.594           |                    | 11               |
| 12                          | 40 | Liam Lawson      | AlphaTauri-Honda RBPT        | 1:22.112           | 1:21.758           |                    | 12               |
| 13                          | 27 | Nico Hülkenberg  | Haas-Ferrari                 | 1:22.343           | 1:21.776           |                    | 13               |
| 14                          | 77 | Valtteri Bottas  | Alfa Romeo-Ferrari           | 1:22.249           | 1:21.940           |                    | 14               |
| 15                          | 2  | Logan Sargeant   | Williams-Mercedes            | 1:21.930           | 1:21.944           |                    | 15               |
| 16                          | 24 | Čou Kuan-jü      | Alfa Romeo-Ferrari           | 1:22.390           |                    |                    | 16               |
| 17                          | 10 | Pierre Gasly     | Alpine-Renault               | 1:22.545           |                    |                    | 17               |
| 18                          | 31 | Esteban Ocon     | Alpine-Renault               | 1:22.548           |                    |                    | 18               |
| 19                          | 20 | Kevin Magnussen  | Haas-Ferrari                 | 1:22.592           |                    |                    | 19               |
| 20                          | 18 | Lance Stroll     | Aston Martin Aramco-Mercedes | 1:22.860           |                    |                    | 20               |
| 107 % času vítěze: 1:27.283 |    |                  |                              |                    |                    |                    |                  |
| Zdroj:                      |    |                  |                              |                    |                    |                    |                  |

## Závod
Závod se uskutečnil 3. září 2023 a byl naplánován na 15:00 místního času (UTC+2), z důvodu přerušené startovní procedury byl ale o 20 minut opožděn.
| Poř.                                                                      | No. | Jezdec           | Konstruktér                  | Počet kol | Čas/Odstoupení | Start | Body |
| ------------------------------------------------------------------------- | --- | ---------------- | ---------------------------- | --------- | -------------- | ----- | ---- |
| 1                                                                         | 1   | Max Verstappen   | Red Bull Racing-Honda RBPT   | 51        | 1:13:41.143    | 2     | 25   |
| 2                                                                         | 11  | Sergio Pérez     | Red Bull Racing-Honda RBPT   | 51        | +6.064         | 5     | 18   |
| 3                                                                         | 55  | Carlos Sainz Jr. | Ferrari                      | 51        | +11.193        | 1     | 15   |
| 4                                                                         | 16  | Charles Leclerc  | Ferrari                      | 51        | +11.377        | 3     | 12   |
| 5                                                                         | 63  | George Russell   | Mercedes                     | 51        | +23.028        | 4     | 10   |
| 6                                                                         | 44  | Lewis Hamilton   | Mercedes                     | 51        | +42.679        | 8     | 8    |
| 7                                                                         | 23  | Alexander Albon  | Williams-Mercedes            | 51        | +45.106        | 6     | 6    |
| 8                                                                         | 4   | Lando Norris     | McLaren-Mercedes             | 51        | +45.449        | 9     | 4    |
| 9                                                                         | 14  | Fernando Alonso  | Aston Martin Aramco-Mercedes | 51        | +46.294        | 10    | 2    |
| 10                                                                        | 77  | Valtteri Bottas  | Alfa Romeo-Ferrari           | 51        | +1:04.056      | 14    | 1    |
| 11                                                                        | 40  | Liam Lawson      | AlphaTauri-Honda RBPT        | 51        | +1:10.638      | 12    |      |
| 12                                                                        | 81  | Oscar Piastri    | McLaren-Mercedes             | 51        | +1:13.074      | 7     |      |
| 13                                                                        | 2   | Logan Sargeant   | Williams-Mercedes            | 51        | +1:18.557      | 15    |      |
| 14                                                                        | 24  | Čou Kuan-jü      | Alfa Romeo-Ferrari           | 51        | +1:20.164      | 16    |      |
| 15                                                                        | 10  | Pierre Gasly     | Alpine-Renault               | 51        | +1:22.510      | 17    |      |
| 16                                                                        | 18  | Lance Stroll     | Aston Martin Aramco-Mercedes | 51        | +1:27.266      | 20    |      |
| 17                                                                        | 27  | Nico Hülkenberg  | Haas-Ferrari                 | 50        | +1 kolo        | 13    |      |
| 18                                                                        | 20  | Kevin Magnussen  | Haas-Ferrari                 | 50        | +1 kolo        | 19    |      |
| Ret                                                                       | 31  | Esteban Ocon     | Alpine-Renault               | 39        | Řízení         | 18    |      |
| DNS                                                                       | 22  | Júki Cunoda      | AlphaTauri-Honda RBPT        | 0         | Motor          | –     |      |
| Nejrychlejší kolo: Oscar Piastri (McLaren-Mercedes) – 1:25.072 (43. kolo) |     |                  |                              |           |                |       |      |
| Zdroj:                                                                    |     |                  |                              |           |                |       |      |

Poznámky
1. ↑  Závod se měl původně jet na 53 kol, z důvodu přerušeného startu a dvou zaváděcích kol navíc byl ale zkrácen.
2. ↑  George Russell obdržel penalizaci 5 sekund za opuštění trati a získání výhody. Jeho konečná pozice tím nebyla ovlivněna.
3. ↑  Lewis Hamilton obdržel penalizaci 5 sekund za způsobení nehody s Oscarem Piastrim. Jeho konečná pozice tím nebyla ovlivněna.
4. ↑  Oscar Piastri skončil 11., ale obdržel penalizaci 5 sekund za opuštění trati a získání výhody.
5. ↑  Logan Sargeant obdržel penalizaci 5 sekund za způsobení nehody s Valtterim Bottasem. Jeho konečná pozice tím nebyla ovlivněna.
6. ↑  Júki Cunoda do závodu neodstartoval z důvodu selhání motoru během zaváděcího kola.

## Průběžné pořadí po závodě
|        | Pořadí | Jezdec           | Body |
| ------ | ------ | ---------------- | ---- |
|        | 1      | Max Verstappen   | 364  |
|        | 2      | Sergio Pérez     | 219  |
|        | 3      | Fernando Alonso  | 170  |
|        | 4      | Lewis Hamilton   | 164  |
|        | 5      | Carlos Sainz Jr. | 117  |
| Zdroj: |        |                  |      |

|        | Pořadí | Konstruktér                  | Body |
| ------ | ------ | ---------------------------- | ---- |
|        | 1      | Red Bull Racing-Honda RBPT   | 583  |
|        | 2      | Mercedes                     | 273  |
| 1      | 3      | Ferrari                      | 228  |
| 1      | 4      | Aston Martin Aramco-Mercedes | 217  |
|        | 5      | McLaren-Mercedes             | 115  |
| Zdroj: |        |                              |      |